# Мірто
Мірто (італ. Mirto, сиц. Mirtu) — муніципалітет в Італії, у регіоні Сицилія,  метрополійне місто Мессіна.
Мірто розташоване на відстані близько 470 км на південний схід від Рима, 125 км на схід від Палермо, 75 км на захід від Мессіни.
Населення — 991 особа (2014).

## Демографія
Населення за роками:

Станом на 1 січня 2023 року в муніципалітеті офіційно проживало 37 іноземців з 7 країн, серед них 23 громадяни країн Євросоюзу.

## Сусідні муніципалітети
- Капо-д'Орландо
- Капрі-Леоне
- Фраццано
- Назо
- Сан-Сальваторе-ді-Фіталія